# Staatskanzlei des Landes Brandenburg
Die Staatskanzlei des Landes Brandenburg ist Sitz der Regierung und des Ministerpräsidenten des Landes Brandenburg. Sie steht in Potsdam in der Heinrich-Mann-Allee 107.
In der Staatskanzlei ist unter anderem die Bundesvertretung des Landes Brandenburg angesiedelt.

## Gebäude
Das Gebäude war ursprünglich der Sitz der Preußischen Kadettenanstalt in Potsdam.

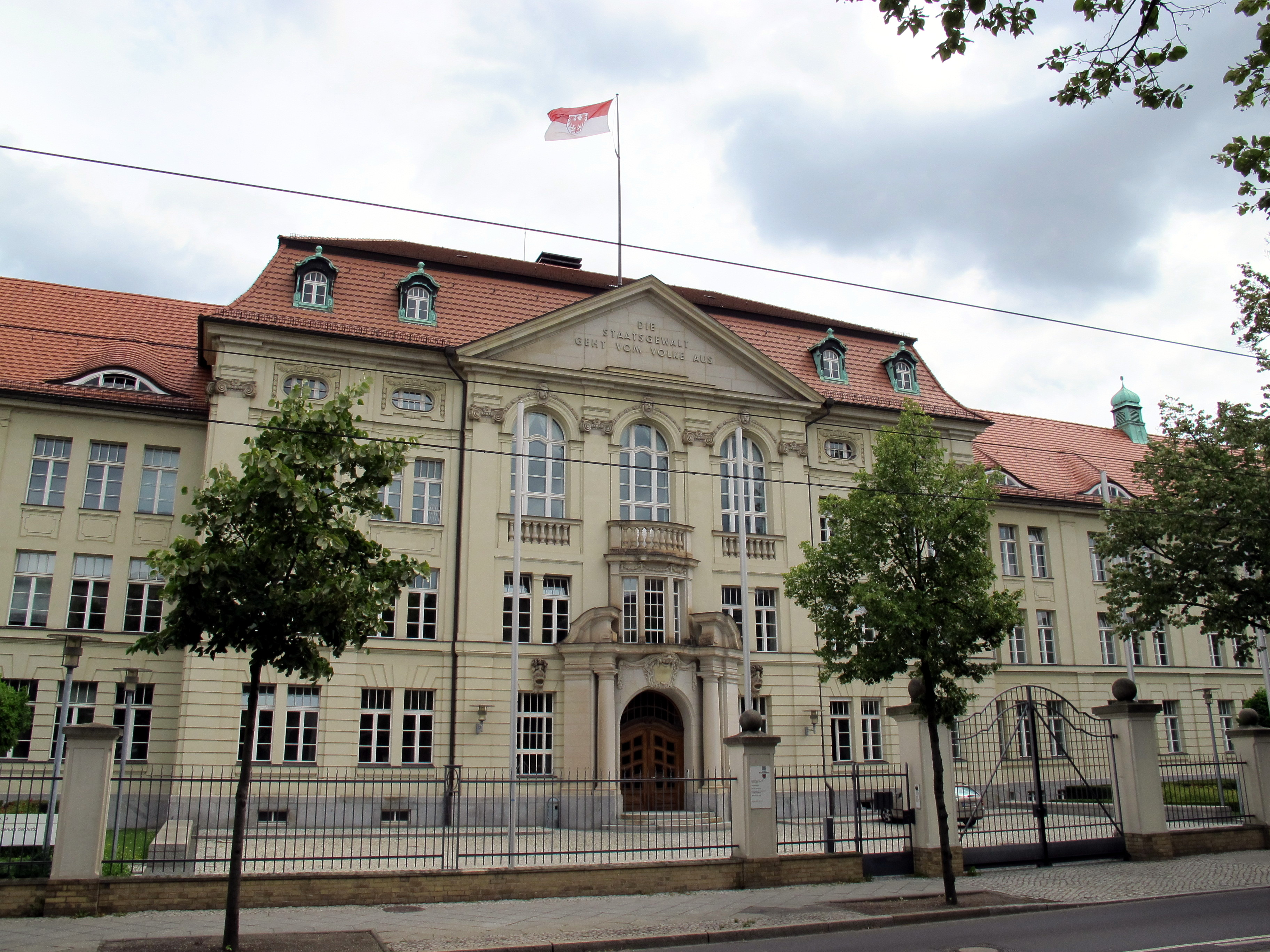
Brandenburgische Staatskanzlei

Es wurde von 1997 bis 1998 durch das Architekturbüro Elz und Rothkegel zum Sitz der Brandenburgischen Staatskanzlei umgebaut.

## Aufgaben und Organisation
Die Staatskanzlei gliedert sich in folgende Abteilungen:
- Abteilung 1 – Zentrale Angelegenheiten
- Abteilung 2 – Koordinierung
- Abteilung 3 – Kommunikation
- Abteilung 4 – Planung
- Abteilung 5 – Vertretung des Landes beim Bund, Internationale Beziehungen

## Residenz
Folgende Organe und Institutionen des Landes Brandenburg haben ihren Sitz auf dem Gelände der Staatskanzlei.
- Regierung
- Ministerpräsident
- Ministerium der Justiz
- Ministerium für Bildung, Jugend und Sport
- Ministerium der Finanzen und für Europa
- Ministerium für Wirtschaft, Arbeit und Energie

## Chefs der Staatskanzlei
- Kathrin Schneider (* 1962), seit dem 20. November 2019
- Martin Gorholt (* 1956), vom 12. Juni 2018 bis zum 19. November 2019
- Thomas Kralinski (* 1972), vom 23. August 2016 bis zum 12. Juni 2018
- Rudolf Zeeb (1959–2023), vom 5. November 2014 bis zum 23. August 2016
- Albrecht Gerber (* 1967), vom 6. November 2009 bis zum 5. November 2014
- Clemens Appel (1953–2021), vom 13. Oktober 2004 bis zum 6. November 2009
- Rainer Speer (* 1959), vom 13. Oktober 1999 bis zum 13. Oktober 2004
- Jürgen Linde (* 1935), vom 1. November 1990 bis zum 13. Oktober 1999

## Weitere Staatssekretäre in der Staatskanzlei
- 1994–2009: Erhard Thomas, von 1994 bis 2004 als Regierungssprecher, von 2004 bis 2009 als Beauftragter der Landesregierung für medienwirtschaftliche und medienpolitische Aufgaben
- 2013–2018: Rainer Bretschneider, Flughafenkoordinator der Landesregierung
- 2019–2024: Benjamin Grimm, Beauftragter für Medien und Digitalisierung der Landesregierung

Für die Bevollmächtigten des Landes beim Bund, siehe Vertretung des Landes Brandenburg beim Bund.

## Regierungssprecher
- 1990–2004: Erhard Thomas
- 2004–2015: Thomas Braune
- 2015–2016: Andreas Beese
- 2016–2025: Florian Engels
- seit 2025: Ines Filohn